# ニコラ・ヌクル
ニコラ・ヌクル（Nicolas Alexis Julio N'Koulou N'Doubena, 1990年3月27日 - ）は、カメルーン・ヤウンデ出身のサッカー選手。アリス・テッサロニキ所属。ポジションはDF (CB)。一部ではエンクルとも表記される。

## クラブ経歴
サミュエル・エトオやイドリス・カルロス・カメニ等を輩出した母国のドゥアラを拠点とするカジ・スポーツアカデミーを経て、2007年下旬にリーグ・アンのASモナコ加入し、3年のプロ契約を締結。この2007-08シーズンは4部を戦うリザーブチームでプレーした。2008年7月にトップチームに登録され、プレシーズンマッチ初戦・同1部のトゥールーズFC戦, クロアチアのNKザグレブ戦と2試合に出場し、同年9月13日のFCロリアン戦で先発でプロデビューを果たし、65分までプレーした。翌年からは、ギー・ラコンブ監督の方針でCBにセドリック・モンゴングと新加入のセバスティアン・ピュイグルニエが起用され守備的MFへコンバートされたものの、変わらずレギュラーとしてプレーし、デビュー戦以降の出場試合の殆どが90分フル出場とチームにとって欠かせない選手の1人となった。さらに2010-11シーズンに副主将に任命され、時にはステファヌ・リュフィエに代わりキャプテンマークを着けることもあったが、同シーズンにチームはリーグ・ドゥへ降格した。
モナコの降格に伴い国内外の様々なチームから関心を寄せられた末、2011年6月29日に350万ユーロの4年契約でオリンピック・マルセイユへ加入。移籍1年目は10位と不振に陥ったが、その中でヌクルはベストイレブンに初選出され、またUEFAチャンピオンズリーグでも活躍するなど大きく飛躍した。2013年3月3日、アウェーのトロワAC戦でキャリア初得点を挙げた。しかしマルセイユの財政状況が不安定なためクラブと契約を更新せず、2016年に契約切れで退団した。
2016年6月29日、オリンピック・リヨンへ自由移籍で加入。リヨンではエマヌエル・マンマナやムクタル・ディアカビとのポジション争いに敗れ13試合の出場に終わった。
2017年8月5日、イタリア・セリエAのトリノFCへ買取オプション付きのレンタルで移籍した。
2021年10月7日、ワトフォードFCとシーズン終了までの契約を結んだ。
2022年8月23日、アリス・テッサロニキに2年契約で移籍した。

## 代表経歴
2008年に北京オリンピックに出場し、同年の南アフリカ戦でA代表デビュー。以降はアフリカネイションズカップ2010、2010 FIFAワールドカップと主要な大会に出場した。
リゴベール・ソング引退後に主将の座に就いたサミュエル・エトオの補佐として、エヨング・エノーと共に副主将に就任。2011年11月に行われたアルジェリアとの親善試合ではエトオが試合をボイコットしたことでカメルーンサッカー連盟から15試合の出場停止を言い渡され、またエノーが累世警告による出場停止であったため、2012年2月29日のアフリカネイションズカップ2013予選・ギニアビサウ戦で初めて主将としてプレーした。8月下旬になってもエトオはチームに復帰することを拒否したため、ヌクルは正式に主将に任命された。
2016年3月26日のアフリカネイションズカップ2017予選・南アフリカ戦で代表初得点を記録。アフリカネイションズカップ2017ではエジプトとの決勝戦で同点ゴールを挙げるなど、カメルーンの優勝に貢献した。

## エピソード
- 2014年7月10日、母国カメルーンで父親が焼死体となって発見されるという事件が起きた[11]。

## 代表歴

### 出場大会
- カメルーン代表
  - 2010 FIFAワールドカップ
  - 2014 FIFAワールドカップ
  - 2022 FIFAワールドカップ

### 試合数
- 国際Aマッチ 83試合 2得点（2008年-）[12]

| カメルーン代表 | 国際Aマッチ | 国際Aマッチ |
| 年             | 出場        | 得点        |
| -------------- | ----------- | ----------- |
| 2008           | 1           | 0           |
| 2009           | 7           | 0           |
| 2010           | 16          | 0           |
| 2011           | 7           | 0           |
| 2012           | 6           | 0           |
| 2013           | 7           | 0           |
| 2014           | 14          | 0           |
| 2015           | 10          | 0           |
| 2016           | 3           | 1           |
| 2017           | 4           | 1           |
| 2018           | 0           | 0           |
| 2019           | 0           | 0           |
| 2020           | 0           | 0           |
| 2021           | 0           | 0           |
| 2022           | 5           | 0           |
| 2023           | 3           | 0           |
| 通算           | 83          | 2           |

## タイトル
オリンピック・マルセイユ
- リーグ・アン ベストイレブン : 2011-12

カメルーン代表
- アフリカネイションズカップ : 2017